# Mikael Rönnberg
Mikael Rönnberg, född 6 februari 1957 i Stockholm, är en före detta fotbollsspelare. Rönnberg spelade för ett flertal svenska klubbar samt grekiska AEL 1964. I Hammarby IF spelade han 130 seriematcher och under en omröstning på Hammarbys officiella hemsida 2004 röstades Mikael Rönnberg fram till en av "Tidernas 24 största bajenprofiler". 
Mikael Rönnberg gjorde 6 matcher för Sveriges landslag och gjorde sitt enda mål mot Norge 28 februari 1981, en match Sverige vann med 4-2.